# Gustav Küstermann

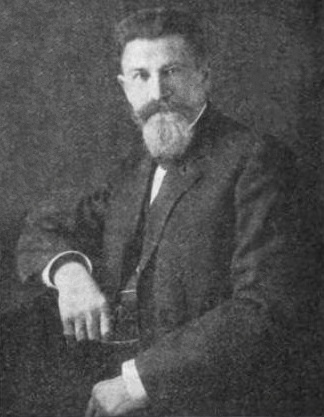
Gustav Küstermann

Gustav Küstermann (* 24. Mai 1850 in Detmold, Fürstentum Lippe; † 25. Dezember 1919 in Green Bay, Wisconsin) war ein US-amerikanischer Politiker deutscher Herkunft. Zwischen 1907 und 1911 vertrat er den Bundesstaat Wisconsin im US-Repräsentantenhaus.

## Werdegang
Gustav Küstermann besuchte die öffentlichen Schulen seiner lippischen Heimat. Im Jahr 1864 beendete er seine Schulzeit am dortigen Gymnasium Leopoldinum. Anschließend arbeitete er in Hamburg im Textilhandel. Im Jahr 1868 wanderte Küstermann in die Vereinigten Staaten aus, wo er sich in Green Bay (Wisconsin) niederließ. Auch in seiner neuen Heimat wurde er im Handel tätig. Außerdem bekleidete er dort mehrere lokale Ämter. Zwischen 1892 und 1896 fungierte Küstermann als Posthalter in Green Bay. Zwischen 1904 und 1907 war er Präsident in einem staatlichen Kontrollausschuss.
Politisch war Küstermann Mitglied der Republikanischen Partei. Bei den Kongresswahlen des Jahres 1906 wurde er im neunten Wahlbezirk von Wisconsin in das US-Repräsentantenhaus in Washington, D.C. gewählt, wo er am 4. März 1907 die Nachfolge von Edward S. Minor antrat. Nach einer Wiederwahl konnte er bis zum 3. März 1911 zwei Legislaturperioden im Kongress absolvieren. Bei den Wahlen des Jahres 1910 unterlag er dem Demokraten Thomas F. Konop. In der Folgezeit befasste er sich in seinem Wohnort Green Bay mit literarischen Aktivitäten. In dieser Stadt ist Gustav Küstermann am 25. Dezember 1919 auch verstorben.